# Valiora
Valiora románul: Vălioara, falu Romániában, Erdélyben, Hunyad megyében.

## Fekvése
Hátszegtől nyugatra fekvő település.

## Története
Valiora Válya nevét 1447-ben, majd 1453-ban, 1458-ban ugyancsak  p. Walya néven említette először oklevél Csulai és Domsosi-birtokként. E Vállya birtok valószínűen  a Kiscsula helység közelében fekvő mai Valiora lehetett.
1733-ban Visioara, 1750-ben Veliora, 1760–1762 között Valiora,  1808-ban Vallyora, Valjora, 1861-ben Valiora, 1888-ban Valeóra, 1913-ban Valiora formában szerepelt az oklevelekben.
A trianoni békeszerződés előtt Hunyad vármegye Hátszegi járásához tartozott.
1910-ben 574 román lakosa volt, melyből 566 görögkatolikus, 8 görög keleti ortodox volt.

## Források

Valiora egy régi térképen